# Prangins
Prangins är en ort och  kommun i distriktet Nyon i kantonen Vaud, Schweiz. Kommunen har 4 271 invånare (2023).
Prangins ligger vid Genèvesjön cirka 1,5 km nordost om staden Nyon.